# Nethinius nigripennis
Nethinius nigripennis là một loài bọ cánh cứng trong họ Cerambycidae.